# 黃鍾音
黃鍾音（1809年—1857年9月27日），字子聲，號毅甫，四川省重庆府巴縣龍隱鄉人，原籍福建，道光十三年進士。

## 生平
由道光十三年（1833年）癸巳科進士，改庶吉士。
道光十五年散館，授職編修，是年五月丁前嫡母艱。
道光十八年五月服闋到京供職。
道光二十年充國史館協修官。
道光二十一年充起居注協修官。
道光二十二年四月充國史館纂修官，是年七月補授湖廣道監察御史，十二月轉掌湖廣道監察御史。
道光二十三年二月稽查俸米，五月稽查裕豐倉。
道光二十四年甲辰科充會試同考官，是年六月巡視北城，七月升吏科給事中。
道光二十六年十月內陞補工科掌印給事中。
道光二十七年五月稽查豐益倉事務，是年七月內截取記名以繁缺道員用，九月巡視北城。
道光二十八年五月丁生母艱，回藉主讲东川书院。
道光三十年十二月服闋來京。
咸豐元年三月補兵科給事中，七月轉補工科掌印給事中，閏八月十五日奉旨補授廣東肇羅道。
咸丰五年九月二十四，由广东雷琼道道员升任廣西按察使。
咸丰七年八月（1857年），为天地會大成国部杀于梧州。
咸豐九年七月廿七日(8月25日)，已故廣西按察使黃鍾音之子黃萬騫以故父含冤，呈懇伸雪，赴都察院具控，命曹澍鍾確查具奏，以城陷出逃，毋庸議卹。
詩一首存．收入《蜀詩續钞》卷一